# Língua sikaiana
Sikaiana é uma língua Polinésia falada por cerca de 730 pessoas em Sikaiana, Ilhas Salomão.

## Escrita
A língua Sikaiana utiliza uma forma muito simplificada do alfabeto latino, a que tem as 5 vogais tradicionais, mas somente as consoantes H, K, L, M, N, P, S, T, V. 

## Fonologia

### Consoantes
Sikaiana usa nove sons consoantes diferentes que são reflexos da linguagem proto-polinésia. As consoantes incluem: / p, t, k, f / h, v, s, m, n, l /. Na maioria das situações, / h / e / f / são livres em variação, mas em muitas palavras, somente / h / pode ser usado (Donner 2012). Há também uma distinção de comprimento para as consoantes. Isso às vezes ocorre como resultado de uma não-pronúncia de uma vogal. Por exemplo,  hahai  muda para  hhai  porque o primeiro / a / simplesmente é omitido. As consoantes duplas também podem ser usadas como uma forma de reduplicação, mostrando concordância em verbos com sujeitos plurais, ou para marcar ações repetidas (Donner 2012).

### Vogais
Existem cinco fonemas de vogais em Sikaiana que incluem: / a, e, i, o, e u /. As letras / u / e / i / são pronunciadas como as semivogais / w / e / y /, geralmente quando precedendo um / a /. Como as consoantes, todas elas são reflexos da linguagem proto-polinésia. A distinção do comprimento da vogal em Sikaiana é muito importante para a pronúncia apropriada. A distinção de comprimento para vogais pode mudar completamente a palavra se não for pronunciada corretamente. Por exemplo, a palavra para a ferramenta de concha é  aha , e a palavra para ciclone é  ahaa . Essa pequena diferença na pronúncia pode fazer uma grande diferença no significado da palavra, embora alguns falantes nativos que nasceram após a Segunda Guerra Mundial não sabem quais são as formas originais das palavras (Donner, 1996) 

## História
Segundo a lenda, a ilha foi fundada por Tehui Atahu, que matou todos os povos indígenas e proclamou-se chefe. Alguns dizem que Atahu era de uma ilha chamada Toquelau, enquanto outros especulam que ele veio de Tonga. Mas mais tarde, Sikaiana foi invadida por Tonganeses, deixando muitas pessoas que viviam em Sikaiana mortos. No final da década de 1920 as casas de rituais foram queimadas e missionários da Missão Melanésia vieram a Sikaiana e converteram quase todos na ilha para o Cristianismo. Queimaram as casas rituais porque acreditavam que as pessoas ainda teriam fé em outras religiões se tais casas ainda estivessem lá. As pessoas estavam ansiosas para aprender a ler e escrever, uma vez que oferecia oportunidades educacionais e de emprego fora da ilha, o que ajudou a contribuir para o sucesso dos missionários (Donner, 2012).

## População
A língua de Sikaiana é uma língua polinésia secundária falada na ilha de mesmo nome na Província Central das Ilhas Salomão, a cerca de noventa milhas a leste da Ilha de Malaita da Polinésia. Ainda há cerca de 730 falantes desta língua, um número muito baixo para qualquer língua.

## Classificação
Sikaiana é uma língua de Austronésia da família Elliceana. Suas línguas irmãs incluem as línguas Kapingamarangi, Nukumanu, Nukuoro, Nukuria, Ontong Java, Takuu, Tuvalu.

## Gramática

### Ordem das palavras
A ordem básica das palavras para Sikaiana é sujeito-verbo-objeto verbo. Embora a ordem possa variar, esse padrão é sempre usado para declarações curtas e simples. Objeto-sujeito-verbo e objeto-verbo-sujeito não são usados em qualquer língua oceânica, o que significa não serão sequências usadas Sikaiana (Lichtenberk, 2012). No sistema gramatical de Sikaiana, as sentenças que começam com um substantivo geralmente não conduzem com uma preposição, mas para frases nominais que seguem uma frase verbal, ela pode ou não levar a uma preposição (Donner, 2012). Quanto aos substantivos e frases nominais, sempre deve haver um artigo precedente, exceto se for um substantivo de lugar, nomes ou pronomes livres. Os artigos que costumam preceder um substantivo são te ou n O uso desses artigos torna os substantivos facilmente distinguíveis de outras partes da fala (Donner, 2012).

### Morfologia
Sikaiana usa extensivamente a morfologia para transformar palavras para expressar melhor frases mais complexas. Como muitas outras línguas polinésias, Sikaiana tem dois tipos de marcadores nominais de possessão. Há um marcador de posse alienável que é a, e um marcador do que é inalienável, o. Os marcadores possessivos pronominais diferem ligeiramente. O marcador alienável para um pronome é 'ana' e o marcador de posse inalienável é 'ona'. Os pronomes em Sikaiana incluem singular, primeira pessoa inclusiva, primeira pessoa exclusiva, segunda pessoa e terceira pessoa. Para tornar substantivos os verbos em Sikaiana, o sufixo  ana  é adicionado a um verbo. Existem também morfemas de distinção de comprimento de algo. Por exemplo,  taku  significa meu, e  takuu  significa machado.

## Vocabulário
Sikaiana é muito semelhante à linguagem Proto-polinésia, tanto que palavras que estão presentes em línguas polinésias também estão na língua Sikaiana. Por exemplo,  hale  em Sikaiana significa casa e a mesma palavra também é casa em língua havaiana.

## Extinção

### Vitalidade
O povo da ilha Sikaiana falam a língua Sikaiana ou o Pidgin inglês das Ilhas Salomão. Depois da Segunda Guerra Mundial, muitas pessoas de Sikaiana migraram para Honiara, a capital das Ilhas Salomão, em busca de empregos e educação (Donner, 2002). Isto significa que houve uma diminuição no uso da língua, uma vez que Sikaiana não era língua usada principalmente nessa área. Uma diminuição nas vantagens de usar a língua Sikaiana aumenta o perigo da sua extinção.

### Materiais
Embora haja uma diminuição na quantidade de falantes da língua Sikaiana, há um dicionário que foi produzido por Arthur Capell em 1935, o quale cobre o vocabulário, a gramática, a tipologia e até um breve história de Sikaiana. Pode ser possível para alguém aprender a falar Sikaiana, caso leia e estude tal dicionário. Outras fontes são William Donner, que visitou Sikaiana nos anos 70 e 80 e escreveu muito sobre história, mudança de linguagem, cultura e emigração do povo Sikaiana. A maior parte do trabalho de Donner foi publicada no “Journal Pacific Studies”.